# Rasina
Rasina – wieś w Estonii, w prowincji Põlva, w gminie Mooste.